# 77th Street (linea BMT Fourth Avenue)
77th Street è una fermata della metropolitana di New York situata sulla linea BMT Fourth Avenue. Nel 2019 è stata utilizzata da 1 674 582 passeggeri. È servita dalla linea R, attiva 24 ore su 24.

## Storia
La stazione fu aperta il 15 gennaio 1916.

## Strutture e impianti
La stazione è sotterranea, ha due banchine laterali e due binari. È posta al di sotto di Fourth Avenue e il mezzanino possiede due ingressi sul lato nord dell'incrocio con 77th Street. La banchina in direzione sud ha un'ulteriore uscita che porta direttamente all'angolo nord-ovest dell'incrocio con 76th Street.

## Interscambi
La stazione è servita da alcune autolinee gestite da NYCT Bus.
- Fermata autobus